# メアリー・フラー
メアリー・フラー（Mary Fuller, 1888年10月5日 - 1973年12月9日）は、アメリカ合衆国の女優、脚本家である。出生名はメアリー・クレア・フラー（Mary Claire Fuller）。日本では大正時代にメリー・フーラーとも紹介された。世界初のフランケンシュタイン映画『フランケンシュタイン』、世界初のシリアル・フィルム『何がメリーに起こつたか』に主演したことで知られる。

## 人物・来歴
1888年（明治21年）10月5日、ワシントンD.C.に生まれる。
最初のキャリアは舞台女優で、一座とともに旅をし、ニューヨーク滞在中に一座が解散してしまい、ヴァイタグラフ・スタジオに活路を求めたのが、映画界入りのきっかけである。満19歳を迎える1907年（明治40年）に公開された The Ugly Duckling が、もっとも古い映画への出演記録であるが、本格的に同スタジオに入社するのは1908年（明治41年）のことである。以降、同社が量産する1巻もの（10分程度）の短篇映画に多く出演する。1910年（明治43年）には、メアリー・シェリーの小説『フランケンシュタイン』の世界初の映画化『フランケンシュタイン』に主演している。1912年（明治45年）7月26日に公開された、世界初のシリアル・フィルム（連続活劇）であるチャールズ・ブレイビン監督の『何がメリーに起こつたか』（全12章）に主演する。1913年（大正2年）には、自らの主演作の脚本も書き始めている。
1914年（大正3年）には、ユニヴァーサル・フィルム・マニュファクチュアリング・カンパニー（現在のユニバーサル・ピクチャーズ）に移籍、フローレンス・ローレンスとハリー・ソルターが始めてすでにユニヴァーサル傘下の製作会社となっていたヴィクター・スタジオが量産する短篇映画に多く主演する。1915年（大正4年）に初めてコンビを組んだ監督ルーシャス・ヘンダーソンの量産するほぼすべての短篇映画に主演し、その間、1916年（大正5年）にユニヴァーサル傘下に設立されたブルーバード映画で、同年、同じくヘンダーソンが監督した The Strength of the Weak に主演したが、ほとんどの作品が日本で公開されたブルーバード作品のなかでも、同作は公開されていない。満29歳を迎える1917年（大正6年）、 To the Highest Bidder に主演したのを最後に、人気絶頂期に映画界を去る。
1924年（大正13年）、ある雑誌が発見したところによれば、メアリーは故郷のワシントンD.C.で母とともに暮らしていたという。同誌によれば、映画界の過重労働に疲れたことが引退の理由であり、当時は悠々自適の暮らしをしていたという。ただ再度、映画製作への希望を持っていることを同誌が掲載するや、再び消息を絶ってしまう。
消息が報道されて49年、引退から56年が経過した1973年（昭和48年）12月9日、ワシントンD.C.の病院で老衰により死去した。満85歳没。同市内にあるアメリカ連邦議会墓地に墓碑銘を持たずに眠る。
2010年（平成22年）6月8日、メアリーが主演したシリアル『婦人記者』（1914年）のプリントがニュージーランドで発見されたと報じられた。

## おもなフィルモグラフィ

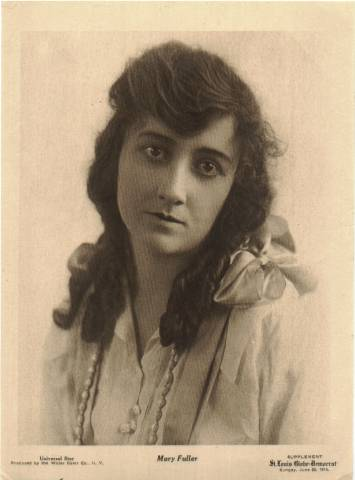
1916年。

特筆以外すべて出演作である。ヴァイタグラフ時代にあたる1907年 - 1914年の180作近い短篇・シリアル作品についてはおもなものに留めた。
- The Ugly Duckling : 監督不明、1907年
- 『フランケンシュタイン』 Frankenstein : 監督J・サール・ドーリー、1910年
- 『何がメリーに起こつたか』 What Happened to Mary? : 監督チャールズ・ブレイビン、1912年
- When the Right Man Comes Along : 監督ウォルター・エドウィン、1913年 - 脚本・主演（初脚本作）
- When Greek Meets Greek : 監督ウォルター・エドウィン、1913年 - 脚本・出演
- The Prophecy : 監督ウォルター・エドウィン、1913年 - 脚本・出演
- Who Will Marry Mary? : 監督ウォルター・エドウィン、1913年 - 主演・役 Mary Cuyler
- A Woodland Paradise : 監督ウォルター・エドウィン、主演ハリー・ボーモント、1913年 - 脚本・出演
- 『婦人記者』 The Active Life of Dolly of the Dailies : 監督ウォルター・エドウィン、1914年 - 主演・役 Dolly
- A Princess of the Desert : 監督ウォルター・エドウィン、1914年 - 脚本・出演
- The Viking Queen : 監督ウォルター・エドウィン、1914年 - 原作・主演
- The Virtuoso : 監督不明、1914年 - 脚本・主演
- My Lady High and Mighty : 監督ウォルター・エドウィン、1915年
- His Guardian Angel : 監督不明、1915年
- The Bribe : 監督ルーシャス・ヘンダーソン、1915年
- Everygirl : 監督不明、1915年
- The Counterfeit : 監督不明、1915年
- The Laugh That Died : 監督ロリマー・ジョンストン、1915年
- The Unhidden Treasure : 監督ロリマー・ジョンストン、1915年
- The Master Mummer : 監督不明、1915年
- The Golden Spider : 監督ルーシャス・ヘンダーソン、1915年 - 脚本・主演（最終脚本作）
- Mary's Duke : 監督ルーシャス・ヘンダーソン、1915年
- The Rustle of a Skirt : 監督ルーシャス・ヘンダーソン、1915年 - 出演・役 Marietta Carew
- The Honor of the Ormsbys : 監督ルーシャス・ヘンダーソン、1915年 - 出演・役 Mary Hempden of the Folly Theatre
- The Girl Who Had a Soul : 監督ルーシャス・ヘンダーソン、1915年
- A Witch of Salem Town : 監督ルーシャス・ヘンダーソン、1915年 - 出演・役 Desire
- The Judgment of Men : 監督ルーシャス・ヘンダーソン、1915年 - 出演・役 Mary
- A Daughter of the Nile : 監督ルーシャス・ヘンダーソン、1915年 - 出演・役 Anaioe aka The Sphinx
- Circus Mary : 監督ルーシャス・ヘンダーソン、1915年
- The Little White Violet : 監督ルーシャス・ヘンダーソン、1915年
- Jeanne of the Woods : 監督ルーシャス・ヘンダーソン、1915年
- The Taming of Mary : 監督ルーシャス・ヘンダーソン、1915年
- Under Southern Skies : 監督ルーシャス・ヘンダーソン、1915年 - 出演・役 Lelia Crofton
- The Woman Who Lied : 監督ルーシャス・ヘンダーソン、1915年 - 出演・役 Cleo Martell
- Li'l Nor'wester : 監督ルーシャス・ヘンダーソン、1915年
- The Tale of the 'C' : 監督ルーシャス・ヘンダーソン、1915年
- The Heart of a Mermaid : 監督ルーシャス・ヘンダーソン、1916年
- A Sea Mystery : 監督ルーシャス・ヘンダーソン、1916年
- Madame Cubist : 監督ルーシャス・ヘンダーソン、1916年
- The Strength of the Weak : 監督ルーシャス・ヘンダーソン、1916年 - 出演・役 Pauline D'Arcy
- The Little Fraud : 監督ルーシャス・ヘンダーソン、1916年
- Thrown to the Lions : 監督ルーシャス・ヘンダーソン、1916年 - 出演・役 Linnie Carter
- The Girl Who Feared Daylight : 監督ルーシャス・ヘンダーソン、1916年
- The Huntress of Men : 監督ルーシャス・ヘンダーソン、1916年 - 出演・役 The Huntress
- The Three Wishes : 監督ルーシャス・ヘンダーソン、1916年
- The Limousine Mystery : 監督ルーシャス・ヘンダーソン、1916年
- The Scarlet Mark : 監督ルーシャス・ヘンダーソン、1916年
- Behind the Veil : 監督ルーシャス・ヘンダーソン、1916年
- The Garden of Shadows : 監督ルーシャス・ヘンダーソン、1916年
- A Splash of Local Color : 監督ルーシャス・ヘンダーソン、1916年
- The Trail of Chance : 監督ルーシャス・ヘンダーソン、1916年
- Love's Masquerade : 監督ルーシャス・ヘンダーソン、1916年
- Cheaters : 監督ルーシャス・ヘンダーソン、1916年
- Stolen Honors : 監督ルーシャス・ヘンダーソン、1916年
- Mother's Guiding Hand : 監督不明、1916年
- Public Be Damned : 監督スタナー・E・V・テイラー、1917年 - 出演・役 Marion Fernley
- 『雪の迷路』 The Long Trail : 監督ハウエル・ハンセル、1917年 - 出演・役 Louise Graham
- The Beautiful Impostor : 監督ルーシャス・ヘンダーソン、1917年
- The Untamed : 監督ルーシャス・ヘンダーソン、1917年
- To the Highest Bidder : 監督ルーシャス・ヘンダーソン、1917年（最終出演作）

## 関連事項
- ヴァイタグラフ・スタジオ （en:Vitagraph Studios）
- シリアル・フィルム （en:Serial films）
- ヴィクター・スタジオ （en:Victor Studios）
- アメリカ連邦議会墓地 （en:Congressional Cemetery）

## 註
1. 1 2 3 4 5 6 7 8 9 10 11 12 13 14 15 16 17 18 19 20  Mary Fuller, Internet Movie Database （英語）, 2010年6月10日閲覧。
2. ↑  メリー・フーラー、allcinema ONLINE, 2010年6月10日閲覧。
3. ↑  Frankenstein - IMDb（英語）, 2010年6月10日閲覧。
4. ↑  What Happened to Mary? - IMDb（英語）, 2010年6月10日閲覧。
5. ↑  Mary Fuller, Find A Grave （英語）, 2010年6月10日閲覧。
6. ↑  Lost John Ford Film Uncovered - Buried treasure in New Zealand archive, Empire （英語）, 2010年6月8日付、2010年6月10日閲覧。